# André-Emiel Bogaert
André-Emiel Bogaert (Aalst, 26 maart 1947) is een Belgisch advocaat en voormalig politicus voor achtereenvolgens de lokale partij Vrije Democraten (VD), VLD en Volksunie (ID21).

## Levensloop
Hij werd beroepshalve advocaat. In oktober 1988 werd hij op de onafhankelijke progressieve kieslijst de Vrije Democraten (VD) verkozen tot gemeenteraadslid van Aalst, waar hij van 1988 tot 1994 schepen was. Hij bleef gemeenteraadslid tot in 2006. In 1992 trad hij toe tot de VLD van Guy Verhofstadt. Omdat hij echter van mening was dat de VLD niet vernieuwend genoeg was, verliet hij deze in januari 1995 en werd onafhankelijk gemeenteraadslid in Aalst. 
Later trad hij toe tot de beweging ID21, die samenwerkte met de Volksunie. Bij de tweede rechtstreekse Vlaamse verkiezingen van 13 juni 1999 werd hij verkozen in de kiesarrondissement Aalst-Oudenaarde. Hij bleef Vlaams Parlementslid tot juni 2004. Binnen de VU-ID-fractie vertegenwoordigde hij samen met Margriet Hermans de beweging ID21 en in het Vlaams Parlement was hij de voorzitter van de Commissie voor Economie, Landbouw, Werkgelegenheid en Toerisme. Nadat de Volksunie eind 2001 uiteenviel, koos hij voor Spirit. In juli 2002 verliet hij de partij. Hierdoor zetelde hij verder als onafhankelijke.
In 2016 verscheen onder het pseudoniem Pitou de gedichtenbundel Caleidoscoop van zijn hand.